# Imposto sobre o Rendimento de Pessoas Singulares
O Imposto sobre o Rendimento de Pessoas Singulares (IRS) é um imposto direto e progressivo do sistema tributário de Portugal que incide sobre os rendimentos anuais dos contribuintes singulares, tendo esses rendimentos sido auferidos em território nacional. 
Tanto o IRS como o IRC (Imposto sobre o rendimento das pessoas colectivas) são impostos sobre o rendimento que entraram em vigor no sistema tributário português em 1 de janeiro de 1989, aprovados pelo Decreto-Lei 442-A/88 de 30 de Novembro e Decreto-Lei 442-B/88 de 30 de Novembro, respetivamente. O IRS tributa o rendimento das pessoas singulares enquanto que o IRC tributa o rendimento das pessoas coletivas.

## História
A primeira vez que se tributou um rendimento com carácter geral em Portugal foi no ano de 1641, aquando da criação da décima militar. Tratava-se de um imposto extraordinário em que cada cidadão tinha que contribuir com 10% de todos os seus bens com o intuito de contribuir para a defesa do país através da atribuição de verbas ao exército. Tal era necessário devido às despesas de guerra realizadas no âmbito da Restauração de 1640, que devolveu novamente a independência a Portugal após o reinado dos Filipes.
À medida que o nosso sistema fiscal evoluiu, o regime da décima foi-se decompondo e a tributação dos rendimentos das pessoas singulares passou a ser efetuada através de um conjunto de impostos: os impostos cedulares ou de produto (ex: décima de juros, que, depois de reestruturada e de ter a sua base ampliada, “tornou-se” no imposto de capitais), que incidiam sobre as diversas fontes de rendimentos, não tendo, portanto, em consideração a pessoa do contribuinte, e o imposto complementar de sobreposição, que tributava o conjunto de rendimentos já submetidos aos impostos parcelares tendo em conta a situação pessoal do contribuinte.
A reforma fiscal efetuada entre 1962 e 1965 em pouco alterou o quadro anterior, tendo o imposto sobre o rendimento das pessoas singulares (IRS) e o imposto sobre o rendimento das pessoas coletivas (IRC) apenas sido criados com a reforma fiscal de 1988. Estes impostos foram criados devido à necessidade de um imposto de carácter único e progressivo, exigido pelo n.º 1 do artigo 104.º  da Constituição da República Portuguesa. Assim, o IRS (confrontar a Lei nº 106/88 de 17 de Setembro) e o IRC (confrontar o Decreto-Lei nº 442-B/88 de 30 de Novembro) surgiram como meio de substituição de inúmeros impostos e contribuições.
Como tal, o Código do Imposto sobre o Rendimento das Pessoas Singulares (CIRS) é um dos meios de reajustamento do anterior sistema de tributação, que acabara por evoluir livremente, o que poderá ter causado consequências gravosas para um Estado de Direito, como por exemplo a desigualdade de tratamento entre os contribuintes, uma vez que a sua tributação era feita de forma pouco organizada.

## Incidência subjetiva
Tal como em todos os ramos do Direito, também no direito fiscal existe uma relação jurídica. O IRS funciona numa lógica de relação obrigacional composta por um sujeito ativo – Estado – e um sujeito passivo – pessoas singulares.
Existem dois tipos de sujeitos passivos:
- os residentes em território português - art.º 16.º do CIRS.[4] São considerados residentes aqueles que permanecem em território nacional mais de 183 dias ou menos, desde que demonstrem a intenção de manter em Portugal a sua residência habitual. Ou ainda, quem seja tripulante de navio ou aeronave ou que desempenhem funções no estrangeiro ao serviço do estado português. Os residentes são tributados em IRS em relação aos rendimentos obtidos em território nacional.
- para além dos residentes temos os sujeitos passivos não residentes em Portugal, que nele aufiram rendimentos e que apenas são tributados face a estes - art. 18 °C.IRS.[5]

Importa para o cálculo do IRS a existência do agregado familiar. Considera-se agregado familiar os cônjuges não separados ou pais solteiros e seus dependentes – artigo 13.º do CIRS. Os sujeitos passivos que vivem em união de facto, podem optar por serem tratados da mesma forma que aqueles que são casados, para efeitos da tributação – art.º 14.º do CIRS.

## Incidência objetiva – artigos 1.º a 12.º do CIRS
Cada tipo de rendimento insere-se numa categoria, estando cada uma delas sujeita a diferentes regras de tributação.

### Categoria A - Rendimentos do trabalho dependente
Compreendem-se os rendimentos auferidos através de uma relação de subordinação ou de situações semelhantes – exemplo: Funcionário público, em geral – art. 2 °C.IRS.

### Categoria B - Rendimentos empresariais e profissionais
Enquadram-se nesta categoria os rendimentos obtidos por trabalho independente, por atividades comerciais, industriais e agrícolas – exemplo: Trabalhador a recibos verdes - art. 3 °C.IRS.

### Categoria E - Rendimentos de capitais
Compreendem-se os frutos (juros ou dividendos) e as demais vantagens económicas, em dinheiro ou em espécie – exemplo: juros de um contrato a prazo – art. 5 °C.IRS.

### Categoria F - Rendimentos prediais
Abrange a importância (renda ou em espécie) efetiva provida quer de fração de terreno, quer de edifício ou de outras construções neles implantados – exemplo: rendas do arrendamento de um imóvel – art. 8º CIRS.

### Categoria G - Incrementos patrimoniais
Consideram-se incrementos patrimoniais as mais-valias, indemnizações, os acréscimos patrimoniais não justificados. Tratando-se por isso de uma categoria residual de incidência – exemplo: compra de um iate por 5 mil euros e venda do mesmo por 15 mil – art. 9º CIRS. Por força do art.º 10.º e 89.º da Lei Geral Tributária, por remissão do art.º 9.º do CIRS, são tributados, por força desta categoria, os rendimentos obtidos por jogo ilícito.

### Categoria H - Pensões
Provenientes de situações especiais, atribuídas a antigos trabalhadores ativos. Esta quantia será proporcional ao salário auferido ao longo da vida ativa como por exemplo uma reforma (art. 11º CIRS).

### Delimitação negativa de incidência
Segundo o artigo 12.º do CIRS nem sempre há tributação de IRS. Este não incide sobre as indemnizações  atribuídas pelo Estado e organismos públicos em caso de seguros, decisões judiciais e associações mutualistas. Também não incide sobre prémios literários, artísticos ou científicos se os autores não cederem os respetivos direitos.  Igualmente sobre profissionais do espetáculo ou desportistas tributados pelo IRC, subsídios da segurança social e Santa Casa da Misericórdia de Lisboa destinados a despesas de saúde e educação. Da mesma forma, não incide sobre bolsas atribuídas a atletas olímpicos e para-olímpicos, a bolsas de formação a praticantes de desporto não profissionais - incluindo juízes e árbitros - e a  prémios obtidos em provas de prestígio desportivas. Por fim, também os incrementos patrimoniais sujeitos ao imposto do selo (como na situação de herança de uma casa) não são tributáveis pelo IRS.

## Deduções Específicas

### Categoria A - Rendimentos do trabalho dependente
De acordo com os artigos 25.º a 27.º do Código do IRS, deduz-se ao rendimento bruto:
- 72% de doze vezes o valor do IAS, (421,32 euros em 2017). No entanto, segundo o artigo 98º da lei nº55-A/2010 do Orçamento de Estado 2011, que estipula que "Até que o valor do indexante dos apoios sociais (IAS), instituído pela Lei n.º 53-B/2006, de 29 de Dezembro, alterada pela Lei n.º 3-B/2010, de 28 de Abril, atinja o valor da retribuição mínima mensal garantida em vigor para o ano de 2010, mantém-se aplicável este último valor para efeito das indexações previstas nos Artigos 12.º, 17.º-A, 25.º, 79.º, 83.º, 84.º e 87.º do Código do IRS"[15], o valor a utilizar será 475 euros, que é o valor da retribuição mínima mensal garantida à data do ano 2010. A dedução é portanto 4104 euros (475 euros x 12 x 72%). Mas esta dedução pode ser elevada para 75% de 12 vezes o IAS, isto é, elevada para 4275 euros, desde que a diferença resulte de quotizações para ordens profissionais suportadas pelo sujeito passivo e indispensáveis ao exercício da respetiva atividade ou importâncias pagas e não reembolsadas respeitantes a formação profissional, desde que a entidade formadora seja reconhecida pelo Ministério competente.
- As indemnizações pagas pelo trabalhador à sua entidade patronal por rescisão unilateral do contrato individual de trabalho.
- As quotizações sindicais, na parte em que não constituam contrapartida de benefícios de saúde, educação, apoio à terceira idade, habitação, seguros ou segurança social e desde que não excedam relativamente a cada sujeito passivo 1% do rendimento bruto desta categoria, sendo acrescidas de 50%.
- São dedutíveis ao rendimento, as importâncias despendidas pelo sujeitos passivos que desenvolvam profissões de desgaste rápido.

### Categoria B - Rendimentos empresariais e profissionais
De acordo com os artigos 28.º a 39.º do Código do IRS, as duas formas de deduções específicas dos rendimentos empresariais e profissionais são:
- Regime Simplificado
- Regime da Contabilidade Organizada

Segundo o artigo 28.º do Código do IRS, os sujeitos passivos que não tenham ultrapassado no período de tributação imediatamente anterior um montante anual ilíquido de rendimentos desta categoria de 150000 euros, ficam abrangidos pelo regime simplificado. Mesmo assim, os sujeitos passivos abrangidos pelo regime simplificado podem optar pelo regime da contabilidade organizada.
No regime simplificado , segundo o artigo 31.º do Código do IRS, a determinação do rendimento tributável resultará da aplicação de indicadores objetivos de base técnica - científica para os diferentes setores da atividade económica. Estes indicadores não foram ainda aprovados e na sua ausência o rendimento tributável é o montante resultante da aplicação dos coeficientes:
- 15% ao valor de vendas de mercadorias e vendas de produtos; subsídios destinados à exploração que tenha por efeito compensar reduções nos preços de venda de mercadorias e produtos; serviços prestados no âmbito de atividades hoteleiras e similares, restaurações e bebidas;
- 75% aos restantes rendimentos provenientes desta categoria.

No regime da contabilidade organizada, segundo o artigo 33.º do Código do IRS, as seguintes despesas são dedutíveis com as limitações adicionais:
- as despesas suportadas com deslocações e estadas do sujeito passivo ou de membros do seu agregado familiar que com ele trabalham na parte que até 10% do total dos proveitos da atividade sujeitos a tributação
- quando o sujeito passivo exerça a sua atividade na respetiva habitação, são dedutíveis apenas 25% dos encargos com ela conexos, como sejam rendas ou amortizações, energia, água e telefone fixo.
- as despesas ilícitas, designadamente as que decorram de comportamento que indiciem a violação da legislação penal portuguesa, não são dedutíveis.
- o valor das remunerações e outras atribuídas a membros do agregado familiar do sujeito passivo que lhe prestem serviços, não é dedutível.

### Categoria E - Rendimentos de capitais
Nesta categoria não há nenhuma dedução específica. Rui Duarte Morais em "Sobre o IRS" assim refere: A lei não prevê quaisquer deduções específicas por entender que a obtenção dos rendimentos inseríveis nesta categoria, pelo seu carácter passivo, não envolve a necessidade de o contribuinte suportar quaisquer custos.

### Categoria F - Rendimentos prediais
Aos rendimentos desta categoria serão deduzidas as seguintes deduções específicas previstas no artigo 41.º do CIRS
- Despesas de manutenção e conservação;
- Imposto Municipal sobre Imóveis;
- Encargos de condomínio.

### Categoria G - Mais-valias
Segundo uma definição de Mais-Valia retirada do sítio da Caixa Geral de Depósitos são consideradas mais-valias, os ganhos que decorram da venda de imóveis ou direitos e de cessão de posições contratuais sobre imóveis, da venda de partes sociais, da venda de direitos de propriedade intelectual e industrial, quando o seu proprietário não seja o titular originário, dos rendimentos provenientes de operações relativas a instrumentos financeiros derivados. As menos-valias, também resultam destas operações, mas neste caso geram-se perdas.

- A Dedução das Mais-Valias encontra-se no art.º 43.º do CIRS,[19] no seu n.º 1 explica o que são consideradas Mais-Valias para efeitos de Dedução. O n.º 2 deste artigo refere quais as transmissões que entram para a categoria de Mais-Valias suscetíveis de Deduções, e refere ainda o montante que pode ser suscetível a essas mesmas Deduções. Os restantes n.ºs deste artigo dizem respeito à parte mais técnica, uma vez que é referente ao modo como se irá processar o apuramento do saldo que será suscetível de Dedução.
- O art.º 44.º do CIRS[20] trata sobre o valor da realização por parte dos sujeitos a IRS, ou seja este artigo nos seus vários números e alíneas refere o que são e como são considerados valores de realização para efeitos de IRS.
- O art.º 45.º[21] por sua vez refere-se à determinação dos ganhos no caso de bens ou direitos adquiridos a título gratuito.
- O artigo seguinte (46.º CIRS) [22] refere-se à determinação dos ganhos, mas desta feita a título oneroso.
- O artigo 47º do CIRS[23] prende-se com com a aquisição de imóveis para uso afeto a uma atividade profissional, por parte de um sujeito titular de rendimentos da Categoria B.
- Os arts. 48.º[24] e 49º[25] são referentes a transações de bens mobiliários e outros bens e direitos.
- No art.º 50º do CIRS[26] consta a correção monetária, pois no caso de transações por vezes o preço pode valorizar ou desvalorizar, sem que traga uma perda/ganho para o alienante, pois temos de ter em conta a inflação/deflação que decorreu desde o período da compra até a altura da alienação.
- O artigo 51º[27] é relativo às despesas e encargos realizados para valorização dos bens ou despesas inerentes à aquisição ou venda do bem. Ou seja este artigo, refere que para a determinação do valor de aquisição devemos juntar ao preço da coisa, o valor gasto em despesas de manutenção, melhoria ou valores gastos inerentes à venda e aquisição do bem.
- Para finalizar, o art.52º CIRS[28] é referente à Divergência de Valores. Este artigo é uma espécie de escudo para o Estado, pois é através dele que a Direcção-Geral dos Impostos (DGI) pode salvaguardar os seus interesses. Este artigo permite à DGI “confirmar” valores e, caso não batam certos, servir-se de mecanismos que permitam apurar corretamente os valores a ser tidos em conta.

### Categoria H - Pensões
Para este tipo de rendimentos estão associadas as deduções específicas previstas no artigo 53º do CIRS
- 72% X 12 X IAS para pensões até 22 500€; - nº 1 do art. 53. Tal como na Categoria A, o valor a utilizar será de 475 euros de acordo com o artigo 98º da Lei nº 55-A/2010.
- As quotas para sindicatos até 1% do rendimento bruto,         acrescidas de 50% (na parte em que não constituam contrapartida de benefícios relativos à saúde, educação, apoio à terceira idade, habitação, seguros ou segurança social); - nº 4 alínea a) do artigo 53º
- Contribuições obrigatórias para regimes de proteção social e para subsistemas legais de saúde;
- nº 4 alínea b) do artigo 53º.

### Dedução de Perdas
Com vista à obtenção do rendimento coletável, poderá haver lugar a dedução de perdas, cujo regime se encontra previsto no artigo 55.º do CIRS. O n.º 1 do referido artigo começa por estabelecer o princípio geral da dedutibilidade do rendimento líquido negativo (o prejuízo) apurado em qualquer categoria de rendimentos ao conjunto dos rendimentos líquidos sujeitos a tributação. Contudo, as exceções a esta regra (elencadas nos nºs seguintes) são tantas que na prática restringe-se o seu âmbito de aplicação somente aos rendimentos da categoria A, E e H.
Conforme Rui Duarte Morais aponta: as situações não excetuadas correspondem às categorias de rendimentos em que, por não haver custos fiscalmente relevantes (caso das categorias E e H) ou estes serem mínimos (caso da categoria A) dificilmente acontecerá um rendimento negativo. E ainda Saldanha Sanches afirma a este respeito que apesar de o n.º 1 consagrar o Princípio contrário – o da intercomunicabilidade das categorias – os n.ºs seguintes do artigo inviabilizam tal princípio, numa solução de difícil articulação com a tributação pelo rendimento real e a unicidade do imposto.
Assim, as exceções ao nº 1 do art.º 55.º são as seguintes:
- O resultado líquido negativo apurado na Categoria F só pode ser reportado aos cinco anos seguintes àquele a que respeita, deduzindo-se aos resultados líquidos positivos da mesma categoria; - nº 2 do Art 55.º
- O resultado líquido negativo apurado na Categoria B com base na contabilidade organizada, só poderá ser reportado aos cinco anos seguintes àquele a que respeite, deduzindo-se aos resultados líquidos positivos da mesma categoria, em harmonia com a parte aplicável do artigo 52.º do Código do IRC; - nº3 al. a) do art.º 55.º
- As perdas resultantes do exercício de atividades agrícolas, silvícolas e pecuárias (referentes à categoria B) não são, todavia, comunicáveis, mas apenas reportáveis, de harmonia com a parte aplicável do artigo 52.º do Código do IRC, a resultados líquidos positivos da mesma natureza e vice-versa; - nº 3 al. b) do art.º 55.º
- O resultado líquido negativo apurado nas restantes atividades da Categoria B não é igualmente comunicável aos rendimentos líquidos positivos resultantes do exercício de atividades agrícolas, silvícolas e pecuárias, mas apenas reportável (de acordo com o artigo 47.º do CIRC[23] a rendimentos líquidos positivos das restantes atividades daquela categoria; - nº 3 al. c) do art.º 55.º
- Sendo negativo o saldo apurado entre as mais-valias e as menos-valias referentes às transmissões de direitos reais sobre bens imóveis, da propriedade intelectual ou industrial e de posições contratuais inerentes a contratos sobre imóveis, só poderá ser reportado em 50% do seu valor até aos cinco anos seguintes àquele a que respeita, deduzindo-se aos resultados líquidos da mesma categoria; – nº 5 do art.º 55.º
- A percentagem de saldo negativo apurado, em cada ano, entre as mais-valias e as menos-valias mobiliárias só pode ser reportada para os dois anos seguintes, aos rendimentos com a mesma natureza, quando o sujeito passivo opte pelo englobamento; - nº 6 do art.º 55º.

### Englobamento
O Englobamento vem previsto no artigo 22.º do Código do IRS (CIRS). De acordo com o artigo 22.º CIRS temos de analisar separadamente cada categoria de rendimentos, tendo em conta os rendimentos e as deduções específicas. Para realizar as deduções temos de consultar os artigos 25.º a 55.º do CIRS. O artigo 28.º do CIRS, que trata dos Rendimentos da Categoria B, permite aos Sujeitos Passivos optar pelo Regime Simplificado ou pela Contabilidade Organizada. Após as deduções específicas de cada categoria, é possível fazer ainda mais uma dedução. Esta dedução consta do artigo 55.º do CIRS.

## IRS Jovem (Artigo 12.º-B do CIRS)
O IRS Jovem é um regime fiscal em Portugal que permite uma isenção parcial de IRS (Imposto sobre o Rendimento de Pessoas Singulares) para jovens trabalhadores. Este regime foi introduzido pelo Artigo 12.º-B do Código do IRS (CIRS) e tem como objetivo apoiar a entrada dos jovens no mercado de trabalho.

### Quem pode beneficiar?
- Jovens com até 35 anos de idade que não sejam considerados dependentes.
- A isenção aplica-se nos primeiros 10 anos de obtenção de rendimentos das categorias A (trabalho dependente) e B (trabalho independente).
- É necessário optar por este regime na declaração anual de IRS.

### Como funciona a isenção?
A isenção é progressiva e tem um limite máximo de 55 vezes o valor do IAS (Indexante dos Apoios Sociais)  . As percentagens de isenção são as seguintes:
- 100% no primeiro ano de obtenção de rendimentos.
- 75% do segundo ao quarto ano.
- 50% do quinto ao sétimo ano.
- 25% do oitavo ao décimo ano.

É importante notar que os rendimentos isentos são englobados para efeitos de determinação da taxa de IRS aplicável aos restantes rendimentos.

### Regras importantes:
- A isenção aplica-se no primeiro ano em que a opção é exercida e nos nove anos seguintes em que se obtenham rendimentos, respeitando o limite de idade.
- Se não houver rendimentos das categorias A e B em algum ano, a contagem dos 10 anos é suspensa e retoma-se no ano seguinte com rendimentos, até perfazer o total de 10 anos de benefício [36].
- A Autoridade Tributária e Aduaneira (AT) informará os contribuintes elegíveis na declaração automática de rendimentos ou através do pré-preenchimento da declaração.

### Quem não pode beneficiar?
Não podem usufruir do IRS Jovem os sujeitos passivos que:
- Beneficiem ou já tenham beneficiado do regime do residente não habitual.
- Beneficiem ou já tenham beneficiado do incentivo fiscal à investigação científica e inovação.
- Tenham optado pela tributação de acordo com o Artigo 12.º-A do CIRS (regime de jovens empreendedores).
- Não tenham a sua situação tributária regularizada.